# Actun Tunichil Muknal

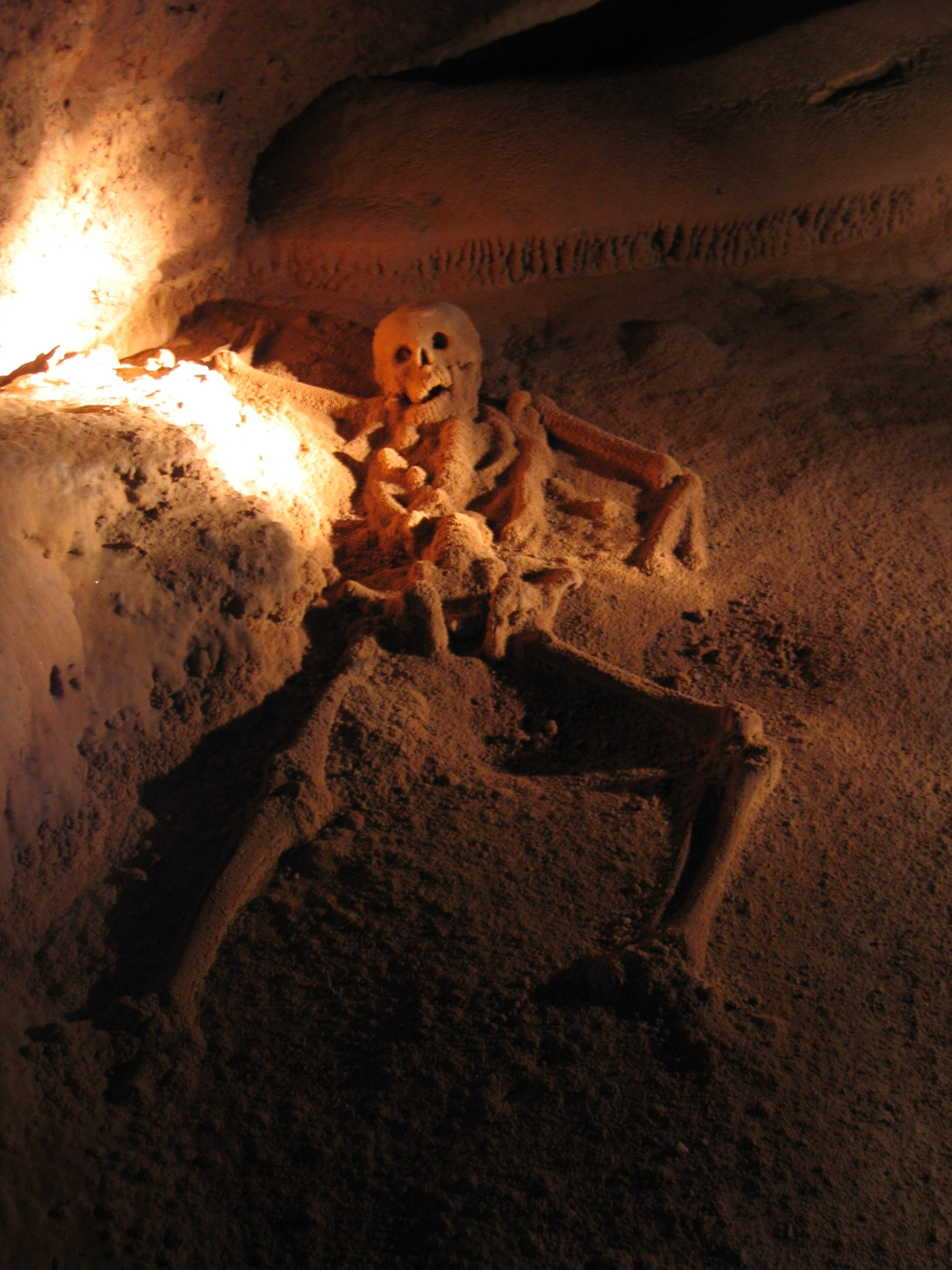
”Kristalljungfrun” - ett tonårigt människooffer

Actun Tunichil Muknal (ATM Stengriftsgrottan på mayaspråk) är en kalkstensgrotta i Belize, 35 km väster om huvudstaden Belmopan vid landets näst största stad San Ignacio, inte långt ifrån gränsen mot Guatemala.
Den 5 km långa grottan är en betydande mayaarkeologisk fyndort som omfattar skelett, keramik och stengods. Den mest omtalade av de mänskliga kvarlevorna är känd som "Kristalljungfrun", skelettet av en tonårsflicka, ett högst sannolikt offer för en offerrit. Hennes skelettben har med åren blivit helt täckta av brunaktig kalcit under grottans naturliga kristallisationsprocesser, vilka åstadkommit en gnistrande framtoning. Det finns flera sådana skelett i huvudsalen.

## Användning
Grottor har allmänt haft stor betydelse för mayafolket. Vissa trosföreställningar och förhållningssätt knutna till grottlokaler upprätthålls fortfarande bland flera av dagens mayasamhällen. Centrala är därvid skapelsemyter som Chilam Balam och framför allt Popol Vuh, vilken involverar underjorden, Xibalbá, identifierat med grottor och cenotes, vattenfyllda djuphål. Det är klarlagt att många grottlägen har tjänat religiösa ändamål snarare än allmän nyttighet och många grottor används än i dag av maya i bland annat Chiapas högland.
Arkeologiska artefakter som hittas i grottor kan således ytterligare bidra till tolkning av religiös ritual och grottstudier kombinerade med epigrafiska, ikonografiska och etnografiska studier kan ytterligare upplysa om mayansk mytologi och samhälle.
Fyndplatserna visar på bredd i sin användning, där samband kan finns med
1. Bosättning
2. Teman och landskap i arkitekturen
3. Entréer till underjorden: flertalet
4. Fruktsamhet och bastu
5. Naturkrafter
6. Konst och rit, exempelvis Jolja-grottan och Naj Tunich

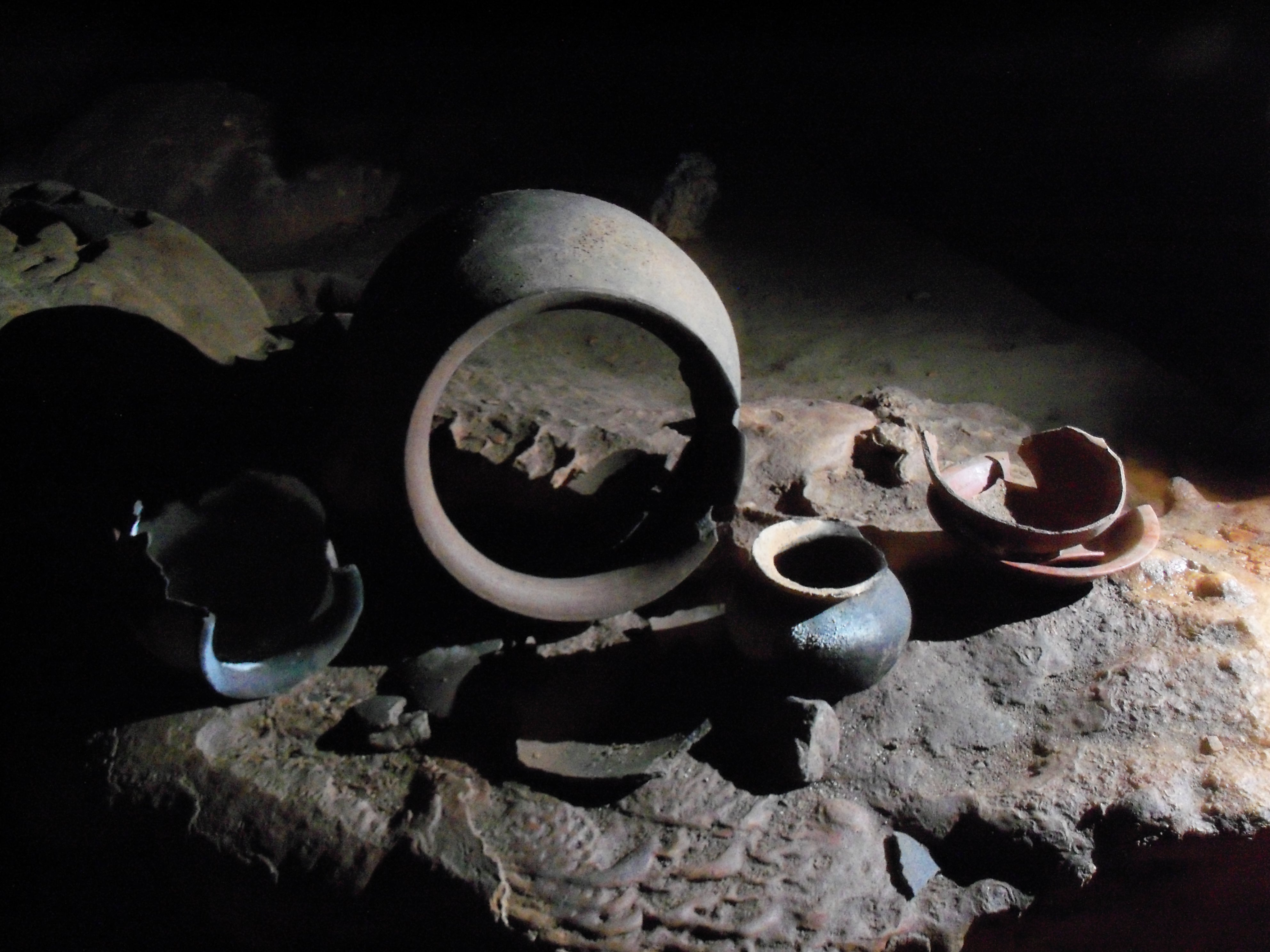
Trasiga offerkärl och lergods för vatten i ATM

7. Offer, exempelvis ATM
8. Gravsättning

### ATM
Grottan hyser en lång rad offergåvor från mayaceremonier företagna under flera hundra år med början cirka 1 700 år tillbaka i tiden nära grottans mynning. Ju längre in man kommer desto senare är fynden. Grottan var en helig plats men aldrig någon vallfärdsort för vanligt folk. Snarare verkar dess användning ha varit förbehållen högreståndspersoner från kringliggande bosättningar, som här utförde blodsoffer under sekretess vid orostider eller andra tillfällen av exceptionell dignitet, som krävde extraordinära åtgärder.  Grottans entré och utformning låter ana att här föreställde sig många gamla maya ingången till underjorden, Xibalbá, och det var dess gudar som här kunde blidkas.
Platsens keramik är huvudsakligen trasiga offerkärl eller försedda med "dödshål", vilket pekar på att de användes till ceremoniella ändamål, där anden i kärlen skulle kunna slippa ut. De vanligaste kärlen, cirka 400 stycken, är dock sådana som maya använde för vatten. Härav har man slutit sig till att många ritualer var för regnguden Chaak; vädjan om hjälp i tider av torka.
Mänskliga kvarlevor är inte från ceremoniella gravsättningar som vid de andra två grottorna i närområdet, utan de är alla människooffer, men relativt få. Man har hittat 7 små barn och 7 vuxna. På många ställen finns altarlika stenar, där de högvälborna maya kunde ägna sig åt ceremoniell åderlåtning, varvid blodet fångades upp på amatl, barkpapper, som sedan brändes i små skålar. Genom röken frammanades syner av gudar som då kunde tilltalas.
Sommaren 2000 genomförde belizearkeologer de första undervattensutgrävningarna vid ATM. Vattenleden i grottan och den två meter djupa bassängen vid ingångsöppningen utgör en utmaning för sportdykare. Dels förefaller rituella aktiviteter vid grottor generellt ha varit mest intensiva vid öppningarna, dels kan tillfälliga översvämningar ha medfört att artefakter forslats ut med vattnet och avsatt sig vid mynningen. Hittills har det som återfunnits varit kraftigt eroderat, men sökandet fortsätter.

### Närområdet
ATM är den märkligaste av de tre grottor i området som ligger i hörnen på en triangel med ingångsöppningarna vettande inåt mot dalen och ett medelstort ceremoniellt centrum, Cahal Uitz Na "Berghusplatsen".  Det uppfördes under den Klassiska perioden (250–900) på denna speciella plats för att dra fördel av grottornas mystiska kvaliteter. Cahal Uitz Na är en brännpunkt: När det var i bruk hade tillräckligt mycket av den omgivande vegetationen röjts, så att alla tre grottmynningarna var synliga och höll uppsikt ned över innevånarna från tre håll.
Vid centret har endast preliminära utgrävningar företagits och i området växer djungeln tät. Trots detta avslöjar en rundtur ett antal tempel, ett torg och minst en bollplan. En promenad avslöjar också all den förstörelse som åstadkommits av plundrare. Djupa fåror har skyfflats i sidorna på byggnader och i områdets mitt dyker ett djupt hål nedåt i jakt på begravningsföremål. I mitten finns även sex stelae, en med spöklikt av årens väder och vind märkt ansikte kanske härmande tvillingmynningens utseende och avsatsen på Actun Uayazba Kab.

#### Actun Nak Beh
"Grottan vid vägens slut" nyupptäcktes 1997, när en vandrare på väg till ATM gjorde en felsväng och fick se huvudingången till denna grunda grotta öppna sig vid foten av en  25 meter hög klippa. Därifrån leder en antik stenlagd väg, en nästan en meter hög och över två meter bred sacbe, till Cahal Uitz Na 300 meter bort.
Beklagligtvis har Actun Nak Beh drabbats av ingående plundring och vad som då försvunnit är det få som vill berätta om. Tre gravar har hittats, skärvor av keramik av en typ som användes av samhällets elit och rester av annat ceremoniellt material.

#### Actun Uayazba Kab
"Grottan med handavtrycken" ligger ungefär 800 meter söder om ATM längs stigar som utnyttjar årstidsberoende bäckfåror. Den stora dubbla mynningen till denna grotta ligger nära toppen av en tvär brant. Klättring upp leder till en klipphylla som skjuter ut från grottans golv. Ett överhäng likt avsatsen breder ut sig ovanför.
En intressant egenskap hos grottan är sättet på vilket de två munnarna fungerar som stora akustiska paraboloida reflektorer, på så vis att samtal som pågår i dessa mynningar lätt kan avlyssnas i Cahal Uitz Na och en del andra platser i dalen nedanför. Innanför öppningarna har man återfunnit artefakter från åren 1 till 900 tillsammans med ceremoniella mänskliga gravsättningar, kompletta med gravgods. Även om de är ganska vittrade, finns det omfattande uthuggningar i relief innanför öppningarna, däribland en rad små fotspår som går upp på ryggen av en stor sköldpadda, vilken har stenens form men blivit skulpturalt förtydligad. Sköldpaddans huvud har ramlat av och ligger bredvid, men var av de inhuggna fotstegen att döma en gång en plats för små pojkar att sitta på dess rygg. Troligen genomfördes där en initiationsrit och gossen kunde kliva ned från sköldpaddan som vuxen man.

### Turism
Actun Tunichil Muknal nyupptäcktes 1989 och efter en tid av arkeologiska och speleologiska undersökningar öppnades den för allmänheten 1998. Belizes Turistverk har certifierat ett litet utvalt antal operatörer att anordna ett begränsat antal turer med små grupper till denna grotta, i ett försök att skydda den ömtåliga fyndplatsen mot alltför hård turistexploaterande grottkrypning.
Man tar sig in genom grottans imponerande timglasformade ingångsöppning genom att simma över en mindre bassäng, innan man tillfälligt kan klättra upp på fast mark inne i grottan, som kräver mer av vadande och simmande i vattendraget, innan man når fram till dess allra heligaste hålor. Grotthålorna där kvarlevor hittats är torra, även när området drabbas av orkaner och här ser de olika offerplatserna ut som när de en gång lämnades. Ingen utöver registrerande arkeologer har rört dem och därför måste dagens besökare ha ordning på sina pannlampor och hålla extra noga uppsikt på golvet, som bara får beträdas barfota. Själva turen i grottan brukar ta cirka 3 timmar.
Tillträde till Cahal Uitz Na går längs en smal vindlande stig från fältlägret och kräver liksom turer till Actun Nak Beh att man blöter fötterna för att korsa Rytande bäcken.
Något längre bort från Actun Tunichil Muknal finns andra arkeologiska mayafyndorter som Cahal Pech, Chaa Creek och Xunantunich. 